# Sabhou Makengo
Pour les articles homonymes, voir Makengo.
Makindu "Sabhou" Makengo, né le 4 mai 1964 à Kinshasa (République démocratique du Congo) est un footballeur international congolais. 

## Biographie
Sabhou Makengo a joué au Calais RUFC, à l'US Boulogne Côte d'Opale et au RC Lens ,. 
Fils aîné d'une famille de 8 enfants (5 garçons et 3 filles) dont le père fut Directeur adminisratif de Air Zaïre. 
Lui-même fils de footballeur, il est le père de cinq enfants dont Terence Makengo, également footballeur professionnel.
Il est gérant de l'entreprise SARL Spoma Consulting et est également mandataire d'une autre société.

## Carrière
Il commence sa carrière à 6 ans au club de football Kinois Air Zaïre, il joue jusqu'en cadet ensuite migre à l'AS Vita Club. Il revient à Air Zaïre où il joue avec Santos Muntubile et Taty Mbungu en 1ère Division Kinoise. Il quitte le pays à la suite de conflits ethniques avec des autorités du pays.